# Porta Paola (Ferrare)
La Porta Paola est une porte de style Baroque de la ville de Ferrare, située Via Bologna.

## Histoire
Elle a été construite à l'entrée du point de contrôle au sud des murs de la ville en 1612 par Giovanni Battista Aleotti, et dédiée au pape régnant à l'époque, Paul V. Pendant l'occupation française, la porte de façon transitoire a été renommée Porta Reno; actuellement, la face extérieure conserve le nom de Paola, alors que le côté sur la ville conserve une plaque avec le dernier nom Les bâtiments ont souffert lors du tremblement de terre de 2012, nécessitant une restructuration.
Le portail externe est composé de rustiques blocs de pierre, donnant à l'entrée la solidité digne d'une forteresse. Au cours du 19e siècle, le bâtiment a été détaché des murs de la ville adjacents, et la plupart des fossés extérieurs ont été comblés.